# 吉田崇
吉田 崇（よしだ たかし、1979年1月13日 - ）は、日本の実業家。Thinkings株式会社の創業者・代表取締役社長。埼玉県出身。

## 人物・経歴
埼玉県川越市出身。埼玉県立川越高等学校を経て、2002年早稲田大学政治経済学部卒業。
人材コンサル企業を経て、2005年に双日株式会社へ入社、新規事業開発グループ配属。その後、産業情報室に移り日商岩井・ニチメンから引き継がれた双日の情報産業を再興するミッションに携わる。日本・米国企業への投資、上場企業へのTOB等の投資実務や、投資先での新規事業立ち上げ、マーケティング、営業を担当。2008年、米国駐在。2010年、双日とKDDIの合弁企業「CJSC VOSTOCKTELECOM」のINSPECTOR（監査役）就任。
2013年、双日を退社しイグナイトアイ株式会社を設立、代表取締役社長に就任。
2020年、イグナイトアイ株式会社と株式会社インフォデックスを事業統合し、持株会社となるThinkings株式会社を設立、代表取締役社長に就任。
2023年、一般社団法人 日本採用力検定協会の理事に就任。
2024年、「Forbes JAPAN」2025年1月号にて、日本発の主要なスタートアップ起業家を網羅した「日本の起業家名鑑400」に選出される。